# Karen Dochojan
Karen Dochojan (orm.: Կարեն Դոխոյան, ur. 6 października 1976 w Erywaniu) – ormiański piłkarz występujący na pozycji obrońcy.

## Kariera klubowa
Dochojan karierę rozpoczynał w 1992 roku w Malatii Erywań, grającej w pierwszej lidze ormiańskiej. W 1994 roku odszedł stamtąd do Homenmenu Erywań, a w 1996 roku przeniósł się do zespołu Jerewan FA. W 1997 roku zdobył z nim mistrzostwo Armenii. W 2000 roku został zawodnikiem Araksu Ararat, jednak w trakcie sezonu 2000 przeniósł się do rosyjskiej Krylji Sowietow Samara, występującej w pierwszej lidze. Jej barwy reprezentował przez 7 sezonów, do 2006 roku.
W 2007 roku Dochojan wrócił do Armenii, gdzie został graczem Piunika Erywań. Zdobył z nim dwa mistrzostwa Armenii (2007, 2008), a następnie zakończył karierę.

## Kariera reprezentacyjna
W reprezentacji Armenii Dochojan zadebiutował 18 sierpnia 1999 w przegranym 0:2 towarzyskim meczu z Estonią, a 2 lutego 2000 w wygranym 2:1 towarzyskim pojedynku z Mołdawią strzelił swojego pierwszego gola w kadrze. W latach 1999–2008 w drużynie narodowej rozegrał 47 spotkań i zdobył 2 bramki.